# Szob
Szob (wymowa węgierska: [sɔb]) – miasto na Węgrzech, w komitacie Pest, siedziba władz powiatu Szob. Leży nad rzeką Ipola. W mieście jest stacja kolejowa na linii Budapest - Vác – Szob.